# Erica Moore
Erica Moore (née le 25 mars 1988 à Seymour) est une athlète américaine, spécialiste du 800 mètres.

## Biographie
Elle remporte la médaille de bronze du 800 m lors des Championnats du monde en salle 2012, à Istanbul, devancée par la Kényane Pamela Jelimo et l'Ukrainienne Nataliya Lupu. Elle améliore son record personnel en descendant pour la première fois de sa carrière sous les 2 minutes au 800 m (1 min 59 s 97).

### Palmarès
| Date | Compétition                    | Lieu     | Résultat | Épreuve |
| ---- | ------------------------------ | -------- | -------- | ------- |
| 2012 | Championnats du monde en salle | Istanbul | 3e       | 800 m   |

### Records
| Épreuve | Épreuve      | Performance   | Lieu     | Date         |
| ------- | ------------ | ------------- | -------- | ------------ |
| 800 m   | En plein air | 2 min 00 s 17 | Eugene   | 26 juin 2011 |
| 800 m   | En salle     | 1 min 59 s 97 | Istanbul | 11 mars 2012 |